# Turbo-rotatória

Esquema de uma turbo-rotatória.

Uma turbo-rotatória, turbo-giradouro ou turbo-rotunda é um tipo de rotunda modificada para que as faixas de entrada delimitem previamente as possíveis saídas, melhorando o fluxo de trânsito e diminuindo a possibilidade de acidentes.

## Segurança
O desenho das turbo-rotatórias faz diminuir a probabilidade de acidentes porque se eliminam possíveis interseções, aumentando o fluxo de tráfego até num 35%. O facto de que os condutores devam eleger antecipadamente qual será a saída desejada faz que a fluidez do tráfico melhore.
No entanto, a segurança para ciclistas diminui, especialmente nos giros à esquerda, no qual perdem a prioridade ao ter que se incorporar à faixa esquerda de circulação. Portanto, para manter a segurança ciclista numa turbo-rotatória, são necessários ciclovias segregadas.
| | |
| Sinal que indica a interseção de uma turbo-rotatória com a delimitação de giro na cada uma das entradas. | Diagrama mostrando os pontos onde poderiam suceder acidentes numa rotonda (esquerda) e uma turbo-rotatória (direita). |